# Aero A-104
De Aero A-104 is een Tsjechoslowaakse dubbeldekker lichte bommenwerper en verkenningsvliegtuig gebouwd door Aero in 1937. De A-104 is een verdere ontwikkeling op de Ab-101, zo heeft de A-104 een gesloten cockpit gekregen, de A-101 had dat nog niet. Er zijn twee prototypes gebouwd, maar tot een serieproductie kwam het niet.

## Specificaties
- Bemanning: 2
- Lengte: 10,80 m
- Spanwijdte: 15,50 m
- Vleugeloppervlak: 35,40 m2
- Volgewicht: 3 100 kg
- Motor: 1× een door ČKD gebouwde Hispano-Suiza 12Ydrs, 642 kW (860 pk)
- Maximumsnelheid: 330 km/h
- Vliegbereik: 1 000 km
- Plafond: 9 000 m
- Klimsnelheid: 6,8 m/s
- Bewapening:
  - Bommen: 200 kg